# Frans Tuohimaa
Frans Tuohimaa, född 19 augusti 1991 i Helsingfors, är en finländsk ishockeymålvakt som spelade för Skellefteå AIK i SHL under slutet av säsongen 2022–23. Tuohimaa spelade i Jokerit när han valdes av Edmonton Oilers i den sjunde omgången av 2011 års NHL Entry Draft. Tuohimaa flyttade till ligarivalen HPK innan han flyttade till Nordamerika i mars 2014 och signerade ett tvåårigt kontrakt på ingångsnivå med Edmonton Oilers organisation.
Han spelade säsongen 2014–15 i Oilers samarbetslag Oklahoma City Barons i American Hockey League och Bakersfield Condors i ECHL. Tuohimaa lyckades dock inte etablera sig i Oilers organisation och Tuohimaa valde då att återvända till Europa. Den 18 maj 2015 skrev han på ett ettårskontrakt med Leksands IF.

## Klubbar
- HIFK U20, U20 SM-liiga (2007/2008 - 2009/2010)
- Jokerit U20, U20 SM-liiga (2010/2011 - 2011/2012)
- Jokerit, SM-liiga (2011/2012 - 2012/2013)
- Kiekko-Vantaa, Mestis (2011/2012 - 2012/2013)
- HPK, Liiga (2013/2014)
- Sport, Mestis (2013/2014)
- Oklahoma City Barons, AHL (2013/2014 - 2014/2015)
- Bakersfield Condors, ECHL (2014/2015)
- Leksands IF, Allsvenskan (2015/2016)
- SaiPa, Liiga (2016/2017 - 2018/2019)
- HIFK, Liiga (2019/2020 - 2020/2021)
- HK Neftechimik Nizjnekamsk, KHL (2021/2022)
- Jukurit, Liiga (2022/2023)
- Skellefteå AIK, SHL (2022/2023)
- Brynäs IF, SHL (2024/2025)